# 衛留成
衛 留成（えい りゅうせい）は、中華人民共和国の政治家。海南省党委員会書記及び海南省人民代表大会常務委員会主任を務める。北京石油学院卒業。

## 人物
1970年代には、陝西省の長慶油田で技術員や技術部門の幹部を務めた。1980年代には中国海洋石油の南海石油開発部門の幹部に転任し、1993年に中国海洋石油総公司の副総経理に昇進、98年には中国海洋石油総公司の総経理に就任した。2002年10月には中国共産党第16期中央委員会候補委員に選出された。
2003年9月海南省共産党委員会の副書記に抜擢され、その後海南省省長を兼任し、2007年1月には海南省共産党委員会書記に昇進した。